# Headphones On
Headphones On è un singolo della cantante statunitense Addison Rae, pubblicato il 18 aprile 2025 come quarto estratto dal primo album in studio Addison.

## Descrizione
Alexa Camp, scrivendo per Slant Magazine, ha definito Headphones On «un pezzo new jack swing direttamente dal 1994», mentre Jordi Bardají di Jenesaispop l'ha ricondotto a «quel pop commerciale ispirato dal trip hop e rappresentato negli anni novanta da artisti come Madonna e Moby». Eric Torres di Pitchfork ha invece sottolineato l'influenza dal genere R&B, accostando la resa vocale di Addison Rae a quella di Janet Jackson. e trip hop. Nel testo la musica viene presentata come un mezzo di fuga dalle difficoltà che circondano la cantante, tra cui il divorzio dei genitori e i problemi legati alla fama e all'identità.

## Video musicale
Il video musicale, girato a Reykjavík e diretto da Mitch Ryan, è stato reso disponibile attraverso il canale YouTube dell'artista in concomitanza con l'uscita del singolo.

## Tracce
Testi e musiche di Addison Rae Easterling, Elvira Anderfjärd e Luka Kloser.
1. Headphones On – 4:00

## Classifiche
| Classifica (2025) | Posizione massima |
| ----------------- | ----------------- |
| Canada            | 73                |
| Grecia            | 83                |
| Irlanda           | 34                |
| Norvegia          | 94                |
| Regno Unito       | 24                |
| Stati Uniti       | 87                |

## Date di pubblicazione
| Paese  | Data           | Formato                      | Etichetta                        | Nota   |
| ------ | -------------- | ---------------------------- | -------------------------------- | ------ |
| Mondo  | 18 aprile 2025 | Download digitale, streaming | Columbia, As Long as I'm Dancing | [ 12 ] |
| Italia | 25 aprile 2025 | Contemporary hit radio       | Sony Italy                       | [ 13 ] |